# Thousand Knives
| Recensione   | Giudizio |
| ------------ | -------- |
| AllMusic     |          |
| Pitchfork    | 8.2/10   |
| Sputnikmusic | 4.3/5    |

Thousand Knives (千のナイフ?, Thousand Knives), anche noto come Thousand Knives of Ryūichi Sakamoto, è il primo album in studio di Ryūichi Sakamoto, pubblicato nel 1978 dalla Nippon Columbia.
Il disco uscì poco prima dell'album di debutto degli Yellow Magic Orchestra, di cui Sakamoto era membro, e riscosse inizialmente scarso successo.
L'8 novembre 2019 l'album è stato ripubblicato su vinile e CD dalla Wewantsounds.

## Descrizione
L'album si compone di 6 tracce strumentali. Nella title track è presente un assolo del chitarrista jazz Kazumi Watanabe, spesso considerato come il "quarto membro" degli Yellow Magic Orchestra.
Il titolo del disco deriva dalla descrizione che il poeta belga Henri Michaux fornisce della propria esperienza con la mescalina.

## Tracce
Lato A
1. Thousand Knives – 9:34
2. Island Of Woods – 9:50
3. Grasshoppers – 5:16

Durata totale: 24:40
Lato B
1. Das Neue Japanische Elektronische Volkslied – 8:05
2. Plastic Bamboo – 6:31
3. The End Of Asia – 6:21

Durata totale: 20:57